# Finsch-Fruchttaube
Die Finsch-Fruchttaube (Ducula finschii) ist eine Art der Taubenvögel. Sie kommt nur auf dem Bismarckarchipel vor. Von der IUCN wird die Finsch-Fruchttaube als eine Art eingestuft, die potentiell gefährdet ist (near threatened). Der Bestand ist rückläufig und beträgt weniger als 20.000 Individuen. Als Ursache des Bestandsrückgangs gilt die Rodung von Wäldern.

## Erscheinungsbild
Die Finsch-Fruchttaube erreicht eine Körperlänge von 36 Zentimetern. Sie weist insgesamt eine sehr große Ähnlichkeit mit der Rotschwanz-Fruchttaube auf, die zur selben Gattung gehört und eng mit dieser Art verwandt ist. Ein Geschlechtsdimorphismus existiert bei dieser Art nicht.
Kopf, Nacken, Hals, Mantel sowie die obere Brust sind hell blaugrau gefiedert. Die Handschwingen und die Schwanzfedern sind blauschwarz. Die Schwanzfedern weisen an ihrem Ende eine graue und eine grüne Endbinde auf. Die übrige Körperoberseite ist goldgrün. Die Körperunterseite ist rötlich. Der Schnabel ist dunkelgrau, die Iris ist rot. Der Augenring ist weiß.

## Verbreitung und Lebensraum
Die Finsch-Fruchttaube ist eine endemische Art des Bismarck-Archipels. Sie besiedelt hier die Inseln Neuirland, Neuhannover, Neubritannien, Umboi und Watom. Die Finsch-Fruchttaube ist von jeher eine seltene Art gewesen.
Der Lebensraum der Finsch-Fruchttaube sind immergrüner Primärwald, sehr sumpfige Waldgebiete, durch selektiven Holzeinschlag teilweise veränderte Wälder sowie Waldränder im Flachland sowie im unteren Bereich der Berge. Die Finsch-Fruchttaube kommt überwiegend in Höhenlagen zwischen 200 und 900 Metern vor.

## Verhalten
Die Finsch-Fruchttaue lebt überwiegend einzeln, wird aber gelegentlich auch in Paaren beobachtet. Sie hält sich in der Regel im unteren und mittleren Bereich der Baumwipfel auf und präferiert das Waldesinnere. Es ist eine sehr scheue Art, die in der dichten Vegetation meist nur sehr schwer auszumachen ist. Sie frisst Früchte mit einem Durchmesser von 17 bis 38 Millimetern. Über die Fortpflanzungsbiologie ist nichts bekannt.

## Namensgebung
Ihren Namen trägt die Finsch-Fruchttaube zu Ehren des deutschen Ornithologen Otto Finsch. 

## Belege

### Weblink
- Ducula finschii in der Roten Liste gefährdeter Arten der IUCN 2013.1. Eingestellt von: BirdLife International, 2012. Abgerufen am 31. Oktober 2013.